# Arsace II di Armenia
Arsace II d'Armenia (in armeno: Arshak; 320 – 369) fu un sovrano arsacide d'Armenia, che regnò dal 341 al 363.

## Biografia

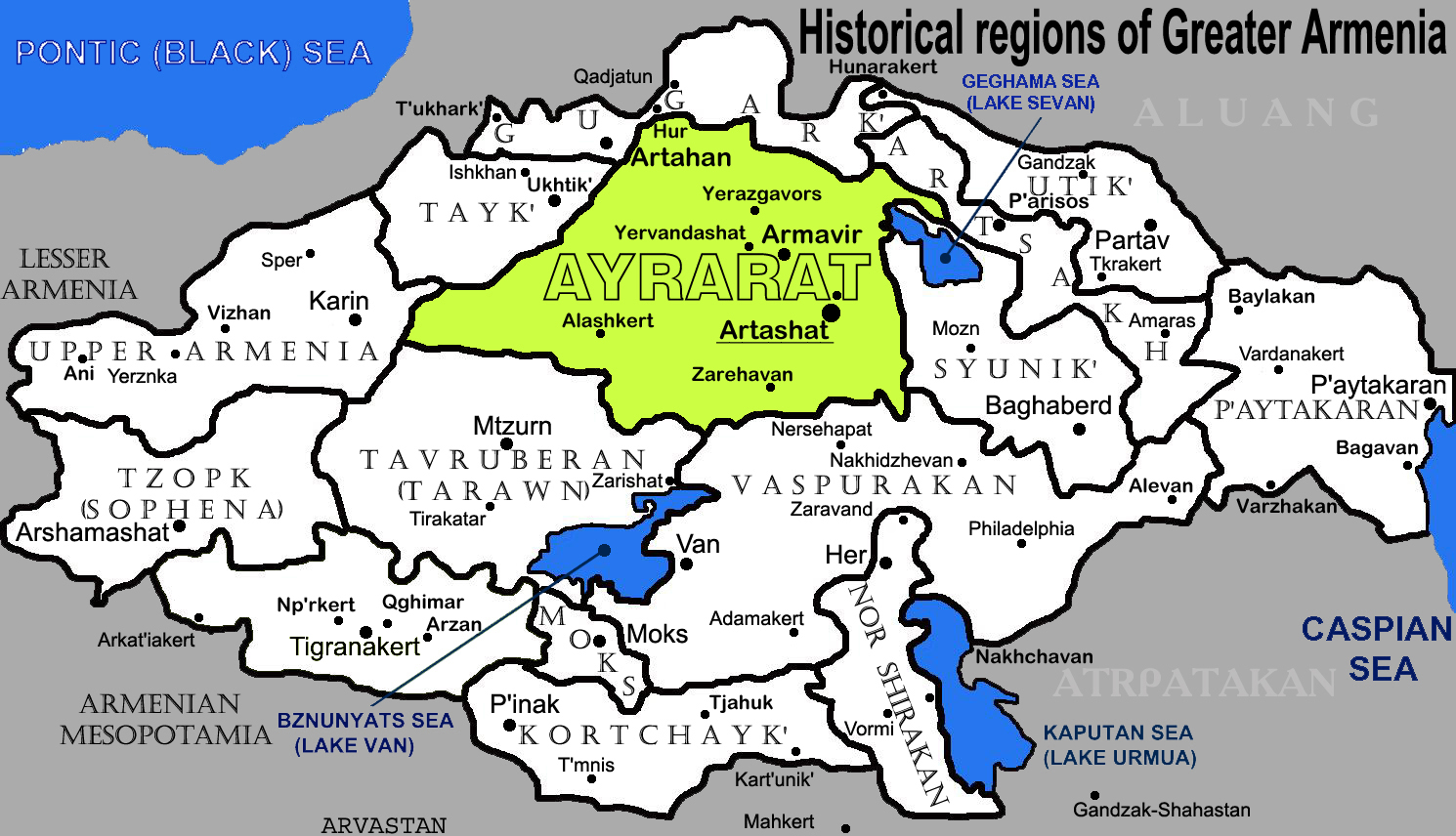
Le province storiche della Grande Armenia.

Arsace era figlio di re Tirano d'Armenia. Nel 334 il sovrano dei Sasanidi Sapore II catturò padre e figlio, accecando Tirano, allo scopo di estendere il dominio sasanide sull'Armenia. Questo atto era in contrasto col trattato romano-sasanide del 297, che voleva l'Armenia sotto influenza romana, e osteggiato anche dall'aristocrazia armena, che veniva perseguitata dagli zoroastriani sasanidi in quanto cristiana. Nel 341 Sapore decise di ricollocare un arsacide sul trono armeno: poiché Tirano era stato accecato e, in base alle consuetudini, non poteva più regnare, salì al trono il figlio Arsace.
Allo scopo di bilanciare l'influenza sasanide sul suo regno, Arsace decise di stringere legami più stretti con l'Impero romano: richiese all'imperatore romano Costanzo II, intorno al 351, di stringere una alleanza siglandola con un matrimonio. La moglie romana di Arsace era Olimpia, figlia dell'ex-prefetto del pretorio Flavio Ablabio ed ex-fidanzata dell'imperatore Costante I; sebbene morisse poco dopo il matrimonio, forse avvelenata dalla prima moglie di Arsace, Pharandzem, il legame tra Roma e l'Armenia rimase stabile. Tanto che, dietro il pagamento di notevoli "doni", Costanzo si garantì che l'Armenia non desse sostegno ai Sasanidi durante la sua campagna contro Sapore (360).
A Costanzo succedette nel 361 Giuliano, il quale, nel 363, iniziò una campagna contro i Sasanidi che si concluse con la sua morte; il nuovo imperatore Gioviano, intrappolato all'interno del territorio sasanide insieme all'esercito romano, dovette firmare una pesante pace con Sapore, accettando, oltre alle perdite territoriali, di non intervenire più in Armenia. Sapore decise allora di occuparsi degli armeni, ma i suoi eserciti furono respinti anche per mano del sparapet (generale) Vasak Mamikonian, quindi decise di sconfiggerli con l'inganno: invitò Arsace alla corte dei persiani per discutere di una pace, e quando il re armeno vi arrivò affiancato dal suo fido Vasak, fu preso, imprigionato e anche accecato, mentre Vasak fu scuoiato vivo.
Ormai prigioniero nel Castello dell'Oblio, Arsace II assistette impotente all'invasione sasanide dell'Armenia, che fu conquistata, anche se resistette ai suoi tentativi di convertirsi al zoroastrismo, la religione ufficiale persiana. Nel 369, l'ex-re di Armenia fu visitato nella sua cella dall'armeno Drastamat, e, dopo avergli raccontato i suoi giorni di gloria, fu colto dalla depressione, rubò il coltello al compatriota e si tolse la vita pugnalandosi al petto. Drastamat, mosso da quello che aveva appena visto, si riprese il coltello e si tolse anche lui la vita.